# Europese kampioenschappen judo 2003
De Europese kampioenschappen judo 2003 waren de veertiende editie van de Europese kampioenschappen judo en werden gehouden in Düsseldorf, Duitsland, van vrijdag 16 mei tot en met zondag 18 mei 2003. 

## Resultaten

### Mannen
| Gewichtsklasse | Goud                 | Zilver               | Brons                                  |
| -------------- | -------------------- | -------------------- | -------------------------------------- |
| – 60 kg        | Nestor Khergiani     | Craig Fallon         | Armen Nazarjan Ludwig Paischer         |
| – 66 kg        | Benjamin Darbelet    | David Margoshvili    | Hüseyin Özkan Georgi Georgiev          |
| – 73 kg        | Gennadiy Bilodid     | Kioshi Uematsu       | Anatoly Laryukov Krzysztof Wiłkomirski |
| – 81 kg        | Sergei Aschwanden    | Nuno Delgado         | Aleksei Budõlin Florian Wanner         |
| – 90 kg        | Valentyn Grekov      | Khasanbi Taov        | Mark Huizinga Özgür Yılmaz             |
| – 100 kg       | Ariel Ze'evi         | Elco van der Geest   | Antal Kovács Ihor Makarov              |
| + 100 kg       | Tamerlan Tmenov      | Aythami Ruano        | Paolo Bianchessi Juri Rybak            |
| Open           | Aleksandr Mikhailine | Dennis van der Geest | Andreas Tölzer Ramaz Chochosvili       |

### Vrouwen
| Gewichtsklasse | Goud               | Zilver            | Brons                                  |
| -------------- | ------------------ | ----------------- | -------------------------------------- |
| – 48 kg        | Lioubov Brouletova | Giuseppina Macri  | Tatiana Moskvina Ann Simons            |
| – 52 kg        | Annabelle Euranie  | Petra Nareks      | Barbara Bukowska Georgina Singleton    |
| – 57 kg        | Isabel Fernández   | Lena Göldi        | Sophie Cox Sabrina Filzmoser           |
| – 63 kg        | Sara Álvarez       | Gella Vandecaveye | Claudia Heill Ylenia Scapin            |
| – 70 kg        | Raša Sraka         | Heide Wollert     | Cathérine Jacques Silvia Schlagnitweit |
| – 78 kg        | Lucia Morico       | Raquel Prieto     | Jenny Karl Céline Lebrun               |
| + 78 kg        | Karina Bryant      | Tea Donguzashvili | Marie Elisabeth Veys Sandra Köppen     |
| Open           | Katrin Beinroth    | Irina Rodina      | Lucija Polavder Tsvetana Bozhilova     |

## Medaillespiegel
| Plaats | Land                | Goud | Zilver | Brons | Totaal |
| 1      | Rusland             | 3    | 3      | 0     | 6      |
| 2      | Spanje              | 2    | 3      | 0     | 5      |
| 3      | Frankrijk           | 2    | 0      | 1     | 3      |
| 4      | Oekraïne            | 2    | 0      | 0     | 2      |
| 5      | Duitsland           | 1    | 1      | 4     | 6      |
| 6      | Italië              | 1    | 1      | 2     | 4      |
| 6      | Verenigd Koninkrijk | 1    | 1      | 2     | 4      |
| 8      | Georgië             | 1    | 1      | 1     | 3      |
| 8      | Slovenië            | 1    | 1      | 1     | 3      |
| 10     | Zwitserland         | 1    | 1      | 0     | 2      |
| 11     | Israël              | 1    | 0      | 0     | 1      |
| 12     | Nederland           | 0    | 2      | 1     | 3      |
| 13     | België              | 0    | 1      | 3     | 4      |
| 14     | Portugal            | 0    | 1      | 0     | 1      |
| 15     | Oostenrijk          | 0    | 0      | 4     | 4      |
| 15     | Wit-Rusland         | 0    | 0      | 4     | 4      |
| 17     | Bulgarije           | 0    | 0      | 2     | 2      |
| 17     | Polen               | 0    | 0      | 2     | 2      |
| 17     | Turkije             | 0    | 0      | 2     | 2      |
| 20     | Armenië             | 0    | 0      | 1     | 1      |
| 20     | Estland             | 0    | 0      | 1     | 1      |
| 20     | Hongarije           | 0    | 0      | 1     | 1      |
| Totaal | Totaal              | 16   | 16     | 32    | 64     |